# The Summer
The Summer – pierwszy singel André Tannebergera z albumu Two Worlds. Został wydany 5 czerwca 2000 roku i zawiera cztery utwory.

## Lista utworów
| Nr | Tytuł                                   | Długość |
| -- | --------------------------------------- | ------- |
| 1. | The Summer (Airplay Mix)                | 3:49    |
| 2. | The Summer (Clubb Mix)                  | 7:09    |
| 3. | The Summer (Instrumental Clubb Version) | 6:30    |
| 4. | The Summer (Ibiza Influence Version)    | 5:31    |